# 貝洛·布巴·邁加里
貝洛·布巴·邁加里（英語：Bello Bouba Maigari，生於1947年）是喀麥隆政治家，他在1982年11月6日至1983年8月22日期間擔任喀麥隆總理，並且從1992年1月開始長期擔任民主進步國家聯盟主席。雖然他在1990年代成為重要的反對黨領導人，但他自1997年12月加入執政團隊，分別在1997年至2004年擔任工業和商業發展部部長、2004年至2009年郵電部部長以及在2009年擔任國家交通部部長。而自2011年12月開始，他則一直擔任旅遊和休閒部部長。